# Sreto Ristić
Sreto Ristić (* 7. Februar 1976 in Zagreb, SR Kroatien, SFR Jugoslawien) ist ein ehemaliger deutscher Fußballspieler und jetziger Fußballtrainer.

## Karriere als Spieler
Ristić wuchs bis 1991  mit seiner Familie in Zagreb auf. In Deutschland schloss er sich den Junioren des SSV Reutlingen 05 an und begann eine Lehre als Anlagenmechaniker für Versorgungstechnik. Für den Süd-Regionalligisten debütierte er in der Auftaktspielzeit der drittklassigen Regionalliga 1994/95 im Erwachsenenbereich und avancierte in den Folgejahren an der Seite von Spielern wie Frank Kastner, Thomas Winter, Michael Mayer, Markus Bäurle und Kristijan Đorđević zum Stammspieler.
Zu Beginn des Jahres 1997 verkaufte der SSV Reutlingen 05, den seinerzeit zirka zwei Millionen D-Mark Schulden plagten, Ristić zum Nachbarn VfB Stuttgart in die Bundesliga. Unter Trainer Joachim Löw debütierte er beim 2:2-Unentschieden bei Werder Bremen am 1. März 1997 als Einwechselspieler für Jochen Endreß in der höchsten Spielklasse, als Joker erzielte er in seinem dritten Bundesligaspiel beim 1:0-Auswärtserfolg bei Borussia Mönchengladbach seinen ersten Bundesligatreffer. Mit der torgefährlichsten Mannschaft der Saison 1996/97 wurde er Tabellenvierter, beim Gewinn des DFB-Pokals 1996/97 wirkte er nicht mit. Auch in der Folgezeit blieb ihm meistens nur die Rolle des Ergänzungsspielers, nach dem Abgang von Giovane Élber zum FC Bayern München war Jonathan Akpoborie in dessen Fußstapfen als Sturmpartner von Fredi Bobic getreten. So ersetzte er Michael Zeyer im gegen Bayern München mit 0:4 verlorenen Endspiel um den DFB-Ligapokal 1998 sowie Matthias Hagner im mit 0:1 gegen den FC Chelsea verlorenen Endspiel um den Europapokal der Pokalsieger 1997/98.
Nachdem der neue Trainer Winfried Schäfer Ristić zu Beginn der Saison 1998/99 zeitweise in der Startformation eingesetzt hatte, rückte er unter den weiteren Trainern im Saisonverlauf Wolfgang Rolff, Rainer Adrion und Ralf Rangnick wieder ins zweite Glied. Im September 1999 gab es Schlagzeilen rund um eine sogenannte „Balkan-Connection“, in der angeblich Ristić gemeinsam mit Pavel Kuka, Zvonimir Soldo und Kristijan Đorđević Krassimir Balakow in einem Machtkampf mit Trainer Rangnick unterstützen würden. Insgesamt bestritt er im Saisonverlauf nur drei Bundesligaspiele.
Nach Auslaufen seines Vertrags im Sommer 2000 verließ Ristić gemeinsam mit Mannschaftskamerad Srgjan Zaharievski Stuttgart in Richtung Portugal, wo sich die beiden dem SC Campomaiorense anschlossen. Unter Trainer Carlos Manuel schwankte er auch dort zwischen Startelf und Ersatzbank, so dass er bereits nach einem halben Jahr ohne Torerfolg in der Primeira Liga wieder nach Deutschland zurückkehrte. Der seinerzeitige Zweitligist SSV Ulm 1846 sicherte sich seine Dienste bis Sommer 2002. Mit dem Bundesligaabsteiger verpasste er jedoch den Klassenerhalt. Drei seiner vier Saisontreffer erzielte er dabei in den bedeutungslos gewordenen zwei abschließenden Saisonspielen der bereits als Absteiger feststehenden „Spatzen“ gegen seinen Ex-Klub SSV Reutlingen 05 sowie Mitabsteiger Stuttgarter Kickers.
Im Sommer 2001 wechselte Ristić ablösefrei zum Zweitligaaufsteiger 1. FC Union Berlin. Für den Vorjahrespokalfinalist lief er in der 2. Bundesliga sowie im UEFA-Pokal 2001/02 auf. Beim 1:1-Remis beim finnischen Klub Haka Valkeakoski erzielte er mit dem Ausgleichstreffer das erste Europapokaltor des Klubs (nach  Gewinn des FDGB-Pokals 1967/68 boykottierte der DFV den Europapokal, da seitens UEFA in Folge des Prager Frühlings 1968 eine Neuauslosung der Wettbewerbe mit einer Aufteilung in West- und Ostblock durchgeführt worden war). Während im Europapokal in der zweiten Runde Litex Lowetsch aus Bulgarien sich durchsetzte, war Ristić mit 14 Saisontoren einer der Garanten für das Erreichen des sechsten Tabellenplatzes in der Zweitliga-Spielzeit 2001/02. In den folgenden beiden Spielzeiten zeigte er sich weniger torgefährlich, einhergehend wurden die Ergebnisse der Köpenicker schlechter und am Ende der Spielzeit 2003/04 stieg der Klub aus der Zweitklassigkeit ab.
2005 wechselte Ristić für eine Saison zu Guangzhou Evergrande in China, kehrte aber anschließend nach Deutschland zum VfB Stuttgart zurück, für den er jedoch nur in der zweiten Mannschaft eingesetzt wurde.
Für die Saison 2006/07 verpflichtete der Schweizer Grasshopper Club Zürich den Stürmer. In der Saison 2007/08 wechselte Ristić zurück nach Deutschland zu Eintracht Braunschweig in die Regionalliga Nord. Nach nur einem Jahr unterschrieb er beim kurpfälzischen Drittligisten SV Sandhausen einen Zweijahresvertrag, der noch um ein Jahr verlängert wurde. Im Juni 2011 beendete er seine Vereinskarriere.

## Karriere als Trainer
Ab dem 8. Oktober 2013 war Ristić Trainerassistent von Horst Steffen beim Drittligisten Stuttgarter Kickers. Parallel zu seiner Tätigkeit begann er im Frühjahr 2014 seine Trainerausbildung, um die A-Lizenz zu erlangen. Gemeinsam wurden sie am 4. November 2015 freigestellt.
In der Saison 2016/17 war Ristić als Co-Trainer beim Drittligisten Preußen Münster tätig. Dort traf er erneut auf Steffen als Cheftrainer. Nachdem dieser im Oktober durch Benno Möhlmann ersetzt wurde, blieb er unter diesem Assistent. Sein auslaufender Vertrag wurde am Saisonende jedoch nicht verlängert, so dass er gemeinsam mit dem bisherigen Torwarttrainer Carsten Nulle den Klub im Sommer 2017 verließ.
Zur Saison 2017/18 wechselte Sreto Ristić unter Steffen als Assistenztrainer zum Chemnitzer FC. Dessen freigestellten Nachfolger David Bergner vertrat der Serbe am 8. und 9. Spieltag der Drittligasaison 2019/20 interimsweise. Nachdem Patrick Glöckner Ende September 2019 als Nachfolger Bergners bestätigt worden war, zog sich Ristić aus dem Trainerteam zurück und trat eine Anstellung in der Scoutingabteilung des Vereins an. Darüber hinaus strebt er die Absolvierung seines Trainerscheins in Serbien an.
Am 30. Dezember 2020 wurde bekannt gegeben, dass Ristić ab 2. Januar 2021 als Nachfolger des entlassenen Angelo Barletta neuer Cheftrainer bei den Kickers Offenbach in der Regionalliga Südwest wird. Er betreute die Mannschaft bis zum Ende der Saison 2021/22.
Im Februar 2023 übernahm Ristić den Halleschen FC, der in der 3. Liga nach dem 22. Spieltag der Saison 2022/23 mit 17 Punkten auf dem letzten Platz stand und 4 Punkte Rückstand auf einen Nicht-Abstiegsplatz hatte. Nach dem erfolgreichen Klassenerhalt wurde sein Vertrag im Sommer 2023 verlängert. Anfang April 2024 wurde Ristić durch Stefan Reisinger ersetzt, als der HFC nach dem 31. Spieltag der Saison 2023/24 mit 32 Punkten auf dem 17. Platz und zwei Punkte Rückstand auf einen Nicht-Abstiegsplatz hatte.
Zur Saison 2024/25 wurde er als Nachfolger von Jens Keller Cheftrainer beim SV Sandhausen, wo er bereits als Spieler aktiv war. Nach dem Ende der Hinrunde, die die Sandhäuser mit 27 Punkten auf dem 10. Platz und fünf Punkten Rückstand auf den Aufstiegsrelegationsplatz sowie zehn Punkten Rückstand auf einen Aufstiegsplatz abschlossen, wurde er nach zuletzt vier Niederlagen in Folge freigestellt.